# The Summit
The Summit (御 峰) est un gratte-ciel de 220 mètres de hauteur situé à Hong Kong en Chine et construit de 1999 à 2001. Il est situé dans le district de Wan Chai.
La surface de plancher de l'immeuble est de seulement 15 225 m2.
L'immeuble qui comprend seulement 3 ascenseurs, comprend seulement 54 appartements dont 52 duplex de 4 chambres et 2 duplex de 5 chambres.
Il y a 2 appartements par étage, chaque appartement s'étendant sur deux étages.
Le loyer pour un appartement de 5 chambres est de 22 000 $ par mois.
La construction de l'immeuble a coûté 468 millions de $.
Le bâtiment a été conçu par l'agence d'architecture de Hong Kong, DLN Architects.